# Gino Capponi
Gino Capponi, född den 14 september 1792 i Florens, död där den 3 februari 1876, var en italiensk markis och historieskrivare.
Capponi tillhörde en gammal florentinsk släkt, som redan på 1300-talet spelade en viktig roll i staden. Åren 1859 och 1862–1876 var han preses i historiska kommissionen för Toscana, Umbrien och Marche. Capponi var en av initiativtagarna till Archivio storico italiano. Som hans främsta arbete har ansetts Storia della repubblica di Firenze (1875). Hans Scritti editi e inediti utgavs av M. Taborini (2 band 1877), hans Lettere av A. Carraresi (6 band, 1882–1890).